# 双正則写像

長方形をアニュラスの4分の1に双正則に写す指数関数。

数学、特に一変数または多変数の複素解析学や複素代数幾何学において、双正則写像（そうせいそくしゃぞう、英: biholomorphism）とは、全単射の正則関数であって、その逆写像も正則となるもののことである。
より正確に述べると、双正則写像とは、n次元複素空間 Cn の開部分集合 U, V に対し、全単射な正則関数 φ: U → V であって、逆写像 φ−1: V → U もまた正則となるもののことである。より一般には、U と V は複素多様体としてよい。φ がその像への双正則写像であるためには、単射かつ正則であれば十分である（つまり逆写像の正則性は自動的に従う）ことが証明できる。
双正則写像 φ: U → V が存在するとき、U と V は双正則同値 (biholomorphically equivalent)、あるいは単に双正則 (biholomorphic) であるという。
n = 1 のときは、複素平面全体を除く単連結な開集合はすべて開単位円板と双正則同値である（これをリーマンの写像定理という）。しかし、高次元では状況はまったく異なる。例えば、n > 1 のとき、単位球と単位多重円板とは双正則同値ではない。実は、正則な固有写像すら存在しない。

## 注
1. ↑  D'Angelo 1993, p. 29, Theorem 21.